# Cheumatopsyche admetos
Cheumatopsyche admetos là một loài Trichoptera thuộc họ Hydropsychidae. Chúng phân bố ở miền Ấn Độ - Mã Lai.